# Groot-Brittannië op de Olympische Zomerspelen 1980
Groot-Brittannië nam deel aan de Olympische Zomerspelen 1980 in Moskou, Sovjet-Unie. Met vijf gouden medailles werd er beter gescoord dan de vorige editie.

## Medailleoverzicht
| Sport    | Olympiër | Discipline            | Medaille |
| -------- | --- | --------------------- | -------- |
| Atletiek | Allan Wells | 100m (m)              | Goud     |
| Atletiek | Steve Ovett | 800m (m)              | Goud     |
| Atletiek | Sebastian Coe | 1500m (m)             | Goud     |
| Atletiek | Daley Thompson | tienkamp (m)          | Goud     |
| Zwemmen  | Duncan Goodhew | 100m schoolslag (m)   | Goud     |
| Atletiek | Allan Wells | 200m (m)              | Zilver   |
| Atletiek | Sebastian Coe | 800m (m)              | Zilver   |
| Judo     | Neil Adams | -71kg (m)             | Zilver   |
| Roeien   | Henry Clay Andrew Justice Chris Mahoney Duncan McDougall Malcolm McGowan Colin Moynihan John Pritchard Richard Stanhope Allan Whitwell | acht (m)              | Zilver   |
| Zwemmen  | Philip Hubble | 200m vlinderslag (m)  | Zilver   |
| Zwemmen  | Sharron Davies | 400m wisselslag (v)   | Zilver   |
| Zwemmen  | June Croft Helen Jameson Margaret Kelly Ann Osgerby                                                                                    | 4x100m wisselslag (v) | Zilver   |
| Atletiek | Steve Ovett | 1500m (m)             | Brons    |
| Atletiek | Gary Oakes | 400m horden (m)       | Brons    |
| Atletiek | Beverley Goddard-Callender Heather Hunte Sonia Lannaman Kathy Smallwood-Cook                                                           | 4x100m (v)            | Brons    |
| Atletiek | Donna Hartley Joslyn Hoyte-Smith Linsey MacDonald Michelle Probert                                                                     | 4x400m (v)            | Brons    |
| Boksen   | Anthony Willis | -63,5kg (m)           | Brons    |
| Judo     | Arthur Mapp | open klasse (m)       | Brons    |
| Roeien   | Malcolm Carmichael Charles Wiggin | twee-zonder (m)       | Brons    |
| Roeien   | John Beattie David Townsend Ian McNuff Martin Cross                                                                                    | vier-zonder (m)       | Brons    |
| Zwemmen  | Gary Abraham Duncan Goodhew David Lowe Trevor Smith                                                                                    | 4x100m wisselslag (m) | Brons    |

## Deelnemers en resultaten

### Atletiek
| Olympiër                                                           | Discipline               | Resultaat | Prestatie                                                                                               |
| ------------------------------------------------------------------ | ------------------------ | --------- | --- |
| Drew McMaster                                                      | 100m (m)                 | 21e       | serie 5: 3de in 10,43 kwartfinale 2: 6de in 10,42                                                       |
| Cameron Sharp                                                      | 100m (m)                 | 15e       | serie 8: 2de in 10,38 kwartfinale 4: 4de in 10,38 halve finale 1: 7de in 10,60                          |
| Allan Wells                                                        | 100m (m)                 | Goud      | serie 7: 1ste in 10,35 kwartfinale 1: 1ste in 10,11 halve finale 2: 1ste in 10,27 finale: 1ste in 10,25 |
| Mike McFarlane                                                     | 200m (m)                 | 26e       | serie 2: 4de in 21,43 kwartfinale 1: 6de in 21,33                                                       |
| Cameron Sharp                                                      | 200m (m)                 | 16e       | serie 1: 1ste in 21,51 kwartfinale 3: 4de in 21,16 halve finale 2: 8ste in 21,24                        |
| Allan Wells                                                        | 200m (m)                 | Zilver    | serie 6: 2de in 21,57 kwartfinale 2: 1ste in 20,59 halve finale 1: 4de in 20,75 finale: 2de in 20,21    |
| Alan Bell                                                          | 400m (m)                 | 16e       | serie 8: 4de in 47,38 kwartfinale 2: 4de in 46,17 halve finale 2: 8ste in 48,50                         |
| Glen Cohen                                                         | 400m (m)                 | 27e       | serie 4: 4de in 48,35 kwartfinale 3: 7de in 47,35                                                       |
| David Jenkins                                                      | 400m (m)                 | 7e        | serie 1: 1ste in 46,67 kwartfinale 4: 1ste in 45,99 halve finale 1: 3de in 45,59 finale: 7de in 45,56   |
| Sebastian Coe                                                      | 800m (m)                 | Zilver    | serie 4: 1ste in 1.48,5 halve finale 2: 1ste in 1.46,7 finale: 2de in 1.45,9                            |
| Steve Ovett                                                        | 800m (m)                 | Goud      | serie 1: 1ste in 1.49,4 halve finale 1: 1ste in 1.46,6 finale: 1ste in 1.45,4                           |
| David Warren                                                       | 800m (m)                 | 8e        | serie 6: 2de in 1.49,9 halve finale 3: 2de in 1.47,2 finale: 8ste in 1.49,3                             |
| Sebastian Coe                                                      | 1500m (m)                | Goud      | serie 3: 2de in 3.40,1 halve finale 2: 1ste in 3.39,4 finale: 1ste in 3.38,4                            |
| Steve Cram                                                         | 1500m (m)                | 8e        | serie 1: 4de in 3.44,1 halve finale 1: 4de in 3.43,6 finale: 8ste in 3.41,0                             |
| Steve Ovett                                                        | 1500m (m)                | Brons     | serie 4: 1ste in 3.36,8 halve finale 1: 1ste in 3.43,1 finale: 3de in 3.39,0                            |
| David Moorcroft                                                    | 5000m (m)                | 20e       | serie 2: 5de in 13.43,0 halve finale 1: 9de in 13.58,2                                                  |
| Nick Rose                                                          | 5000m (m)                | 14e       | serie 1: 3de in 13.44,7 halve finale 1: 5de in 13.40,6                                                  |
| Barry Smith                                                        | 5000m (m)                | 13e       | serie 3: 7de in 13.46,3 halve finale 2: 9de in 13.36,7                                                  |
| Brendan Foster                                                     | 10000m (m)               | 11e       | serie 2: 3de in 28.55,15 finale: 11de in 28.22,54                                                       |
| Mike McLeod                                                        | 10000m (m)               | 12e       | serie 3: 2de in 28.57,27 finale: 12de in 28.40,78                                                       |
| Geoff Smith                                                        | 10000m (m)               | 26e       | serie 1: 7de in 30.00,1                                                                                 |
| Wilbert Greaves                                                    | 110m horden (m)          | 11e       | serie 2: 4de in 13,85 halve finale 1: 6de in 13,98                                                      |
| Mark Holtom                                                        | 110m horden (m)          | 10e       | serie 3: 3de in 13,83 halve finale 2: 5de in 13,94                                                      |
| Gary Oakes                                                         | 400m horden (m)          | Brons     | serie 2: 3de in 50,39 halve finale 2: 3de in 50,07 finale: 3de in 49,11                                 |
| Roger Hackney                                                      | 3000m steeplechase (m)   | 13e       | serie 3: 5de in 8.36,4 halve finale 2: 7de in 8.29,2                                                    |
| Colin Reitz                                                        | 3000m steeplechase (m)   | 15e       | serie 2: 4de in 8.35,3 halve finale 1: 8ste in 8.29,8                                                   |
| Tony Staynings                                                     | 3000m steeplechase (m)   | 23e       | serie 1: 8ste in 8.47,5 halve finale 2: 11de in 8.52,3                                                  |
| Mike McFarlane Allan Wells Cameron Sharp Drew McMaster             | 4x100m (m)               | 4e        | serie 2: 3de in 39,20 finale: 4de in 38,62                                                              |
| Alan Bell Terry Whitehead Rod Milne Glen Cohen                     | 4x400m (m)               | DNF       | serie 3: 2de in 3.05,9 finale: niet gefinisht                                                           |
| Dave Black                                                         | marathon (m)             | DNF       | niet gefinisht                                                                                          |
| Bernard Ford                                                       | marathon (m)             | DNF       | niet gefinisht                                                                                          |
| Ian Thompson                                                       | marathon (m)             | DNF       | niet gefinisht                                                                                          |
| Roger Mills                                                        | 20km snelwandelen (m)    | 10e       | 1:32.37,8                                                                                               |
| Ian Richards                                                       | 50km snelwandelen (m)    | 11e       | 4:22.57                                                                                                 |
| Keith Connors                                                      | hink-stap-springen (m)   | 11e       | kwalificatie groep B: 4de met 16,57m finale: 4de met 16,87m                                             |
| Mark Naylor                                                        | hoogspringen (m)         | 9e        | kwalificatie groep B: 1ste met 2,21m finale: 9de met 2,21m                                              |
| Brian Hooper                                                       | polsstokhoogspringen (m) | 11e       | kwalificatie groep B: 5de met 5,35m finale: 11de met 5,35m                                              |
| Geoff Capes                                                        | kogelstoten (m)          | 5e        | kwalificatie: 8ste met 19,75m finale: 5de met 20,50m                                                    |
| David Ottley                                                       | speerwerpen (m)          | 14e       | kwalificatie: 14de met 77,20m                                                                           |
| Chris Black                                                        | kogelslingeren (m)       | 14e       | kwalificatie: 14de met 66,74m                                                                           |
| Paul Dickenson                                                     | kogelslingeren (m)       | 15e       | kwalificatie: 15de met 64,22m                                                                           |
| Bradley McStravick                                                 | tienkamp (m)             | 15e       | 7616 punten                                                                                             |
| Daley Thompson                                                     | tienkamp (m)             | Goud      | 8495 punten                                                                                             |
|                                                                    |                          |           | |
| Heather Hunte                                                      | 100m (v)                 | 8e        | serie 4: 3de in 11,4 kwartfinale 1: 3de in 11,25 halve finale 1: 4de in 11,36 finale: 8ste in 11,34     |
| Sonia Lannaman                                                     | 100m (v)                 | 9e        | serie 2: 3de in 11,58 kwartfinale 3: 2de in 11,20 halve finale 2: 5de in 11,38                          |
| Kathy Smallwood                                                    | 100m (v)                 | 6e        | serie 5: 2de in 11,37 kwartfinale 2: 2de in 11,24 halve finale 1: 3de in 11,30 finale: 6de in 11,28     |
| Beverley Goddard                                                   | 200m (v)                 | 6e        | serie 4: 1ste in 23,35 kwartfinale 2: 3de in 22,97 halve finale 1: 4de in 22,73 finale: 6de in 22,72    |
| Sonia Lannaman                                                     | 200m (v)                 | 8e        | serie 3: 1ste in 23,55 kwartfinale 3: 3de in 22,84 halve finale 2: 4de in 22,82 finale: 8ste in 22,80   |
| Kathy Smallwood                                                    | 200m (v)                 | 5e        | serie 6: 2de in 23,15 kwartfinale 1: 1ste in 22,95 halve finale 1: 3de in 22,65 finale: 5de in 22,61    |
| Linsey MacDonald                                                   | 400m (v)                 | 8e        | serie 2: 2de in 52,57 halve finale 2: 4de in 51,60 finale: 8ste in 52,40                                |
| Joslyn Hoyte-Smith                                                 | 400m (v)                 | 10e       | serie 4: 1ste in 52,24 halve finale 1: 6de in 51,47                                                     |
| Michelle Probert                                                   | 400m (v)                 | 11e       | serie 1: 3de in 52,16 halve finale 2: 5de in 51,89                                                      |
| Christina Boxer                                                    | 800m (v)                 | 14e       | serie 1: 4de in 2.02,1 halve finale 2: 8ste in 2.00,9                                                   |
| Janet Marlow                                                       | 1500m (v)                | 18e       | serie 1: 9de in 4.15,9                                                                                  |
| Lorna Boothe                                                       | 100m horden (v)          | 18e       | serie 2: 6de in 13,84                                                                                   |
| Shirley Strong                                                     | 100m horden (v)          | 9e        | serie 3: 4de in 13,39 halve finale 2: 5de in 13,12                                                      |
| Heather Hunte Kathy Smallwood Beverley Goddard Sonia Lannaman      | 4x100m (v)               | Brons     | 42,43                                                                                                   |
| Linsey MacDonald Michelle Probert Joslyn Hoyte-Smith Donna Hartley | 4x400m (v)               | Brons     | serie 1: 3de in 3.29,0 finale: 3de in 3.27,5                                                            |
| Susan Hearnshaw                                                    | verspringen (v)          | 9e        | kwalificatie groep A: 2de met 6,66m finale: 9de met 6,50m                                               |
| Sue Reeve                                                          | verspringen (v)          | 10e       | kwalificatie groep B: 6de met 6,48m finale: 10de met 6,46m                                              |
| Louise Miller                                                      | hoogspringen (v)         | 11e       | kwalificatie groep A: 5de met 1,88m finale: 11de met 1,85m                                              |
| Angela Littlewood                                                  | kogelstoten (v)          | 13e       | 7,53m                                                                                                   |
| Meg Ritchie                                                        | discuswerpen (v)         | 9e        | kwalificatie: 10de met 58,66m finale: 9de met 61,16m                                                    |
| Tessa Sanderson                                                    | speerwerpen (v)          | 19e       | kwalificatie groep B: 9de met 48,76m                                                                    |
| Fatima Whitbread                                                   | speerwerpen (v)          | 18e       | kwalificatie groep A: 10de met 49,74m                                                                   |
| Judy Livermore                                                     | vijfkamp (v)             | 13e       | 4304 punten                                                                                             |
| Sue Longden                                                        | vijfkamp (v)             | 15e       | 4234 punten                                                                                             |
| Yvette Wray                                                        | vijfkamp (v)             | 16e       | 4159 punten                                                                                             |

### Boksen
| Olympiër       | Discipline  | Resultaat | Prestatie |
| -------------- | ----------- | --------- | --- |
| Keith Wallace  | -51kg (m)   | 9e        | 1ste ronde: vrij 2de ronde: V van ROU Radu: 1-4                                                                                                |
| Ray Gilbody    | -54kg (m)   | 9e        | 1ste ronde: W van ANG de Almeida: 5-0 2de ronde: V van MEX Zaragoza: 1-4                                                                       |
| Peter Hanlon   | -57kg (m)   | 9e        | 1ste ronde: W van VEN Esparragoza: 4-1 2de ronde: V van URS Rybakov: 0-5                                                                       |
| George Gilbody | -60kg (m)   | 5e        | 1ste ronde: vrij 2de ronde: W van ZAM Siukoko: 4-1 kwartfinale: V van GDR Nowakowski: 0-5                                                      |
| Tony Willis    | -63,5kg (m) | Goud      | 1ste ronde: W van BRA Sodré: 5-0 2de ronde: W van SWE Odhiambo: 5-0 kwartfinale: W van TAN Lyimo: knock-out halve finale: V van ITA Oliva: 0-5 |
| Joseph Frost   | -67kg (m)   | 5e        | 1ste ronde: W van LAO Dao: knock-out 2de ronde: W van ZAM Talanti: knock-out kwartfinale: V van GDR Krüger: 0-5                                |
| Nick Wilshire  | -71kg (m)   | 5e        | 1ste ronde: vrij 2de ronde: W van YUG Perunović: 3-2 kwartfinale: V van URS Koshkin: knock-out                                                 |
| Mark Kaylor    | -75kg (m)   | 5e        | 1ste ronde: vrij 2de ronde: W van BRA Fonseca: 4-1 kwartfinale: V van ROU Silaghi: 2-3                                                         |
| Andy Straughn  | -81kg (m)   | 9e        | 1ste ronde: V van URS Kvachadze: scheidsrechterlijke beslissing                                                                                |

### Boogschieten
| Olympiër          | Discipline      | Resultaat | Prestatie                                                                              |
| ----------------- | --------------- | --------- | -------------------------------------------------------------------------------------- |
| Mark Blenkarne    | individueel (m) | 4e        | 1ste ronde: 2de met 1224 punten 2de ronde: 6de met 1222 punten totaal: 2446 punten     |
| Dennis Savory     | individueel (m) | 13e       | 1ste ronde: 4de met 1220 punten 2de ronde: 16de met 1187 punten totaal: 2407 punten    |
|                   |                 |           |                                                                                        |
| Christine Harris  | individueel (v) | 25e       | 1ste ronde: 24ste met 1087 punten 2de ronde: 25ste met 1100 punten totaal: 2187 punten |
| Gillian Patterson | individueel (v) | 22e       | 1ste ronde: 19de met 1114 punten 2de ronde: 23ste met 1102 punten totaal: 2216 punten  |

### Gewichtheffen
| Olympiër            | Discipline  | Resultaat | Prestatie                                                        |
| ------------------- | ----------- | --------- | ---------------------------------------------------------------- |
| Jeffrey Bryce       | -60kg (m)   | DNF       | trekken: geen geldige poging                                     |
| Geoffrey Laws       | -60kg (m)   | 12e       | trekken: 11de met 110kg stoten: 12de met 135kg totaal: 245kg     |
| Leo Isaac           | -67,5kg (m) | 14e       | trekken: 17de met 117,5kg stoten: 11de met 157,5kg totaal: 275kg |
| Alan Winterbourne   | -67,5kg (m) | 18e       | trekken: 17de met 117,5kg stoten: 15de met 150kg totaal: 267,5kg |
| Newton Burrowes     | -75kg (m)   | 8e        | trekken: 10de met 130kg stoten: 7de met 172,5kg totaal: 302,5kg  |
| Kevin Welch-Kennedy | -75kg (m)   | 11e       | trekken: 9de met 135kg stoten: 12de met 160kg totaal: 295kg      |
| Stephen Pinsent     | -82,5kg (m) | 13e       | trekken: 15de met 135kg stoten: 12de met 170kg totaal: 305kg     |
| Gary Langford       | -90kg (m)   | 9e        | trekken: 9de met 150kg stoten: 9de met 180kg totaal: 330kg       |
| John Burns          | -100kg (m)  | 11e       | trekken: 11de met 157,5kg stoten: 12de met 180kg totaal: 337,5kg |
| Andy Drzewiecki     | -110kg (m)  | 10e       | trekken: 10de met 140kg stoten: 10de met 180kg totaal: 320kg     |

### Gymnastiek
| Olympiër           | Discipline               | Resultaat | Prestatie                                                              |
| ------------------ | ------------------------ | --------- | ---------------------------------------------------------------------- |
| Keith Langley      | individuele meerkamp (m) | 35e       | kwalificatie: 54ste met 109,15 punten finale: 35ste met 109,625 punten |
| Tommy Wilson       | individuele meerkamp (m) | 31e       | kwalificatie: 56ste met 108,95 punten finale: 31ste met 110,375 punten |
| Barry Winch        | individuele meerkamp (m) | 30e       | kwalificatie: 51ste met 109,75 punten finale: 30ste met 111,125 punten |
|                    |                          |           |                                                                        |
| Susan Cheesebrough | individuele meerkamp (v) | 28e       | kwalificatie: 54ste met 71,15 punten finale: 28ste met 70,725 punten   |
| Suzanne Dando      | individuele meerkamp (v) | 27e       | kwalificatie: 48ste met 72,05 punten finale: 27ste met 70,775 punten   |
| Denise Jones       | individuele meerkamp (v) | 23e       | kwalificatie: 45ste met 72,85 punten finale: 23ste met 72,375 punten   |

### Judo
| Olympiër           | Discipline      | Resultaat | Prestatie |
| ------------------ | --------------- | --------- | --- |
| John Holliday      | -60kg (m)       | 5e        | 1ste ronde: W van SMR Francini 2de ronde: W van CYP Spyrou kwartfinale: V van CUB Rodriguez herkansingen: W van SYR El-Najjar bronzen finale: V van HUN Kincses  |
| Raymond Neenan     | -65kg (m)       | 11e       | 1ste ronde: W van YUG Očko 2de ronde: W van MAD Rabary kwartfinale: V van GDR Reissmann                                                                          |
| Neil Adams         | -71kg (m)       | Zilver    | 1ste ronde: W van AUS Picken 2de ronde: W van CMR Nkandem kwartfinale: W van POL Aksnin halve finale: W van GDR Lehmann finale: V van ITA Gamba                  |
| Christopher Bowles | -78kg (m)       | 12e       | 1ste ronde: W van CMR Simo 2de ronde: V van FRA Tchoullouyan |
| Peter Donnelly     | -86kg (m)       | 7e        | 1ste ronde: V van CUB Azcuy herkansingen: W van ZAM Muhakatesho herkansingen 2: V van GDR Ultsch                                                                 |
| Mark Chittenden    | -95kg (m)       | 11e       | 1ste ronde: W van TCH Nikodým 2de ronde: W van ZIM de Wet kwartfinale: V van NED Numan                                                                           |
| Paul Radburn       | +95kg (m)       | 5e        | 1ste ronde: vrij 2de ronde: W van ROU Cioc kwartfinale: W van SUI Zinneker halve finale: V van FRA Parisi bronzen finale: V van TCH Kocman                       |
| Arthur Mapp        | open klasse (m) | Brons     | 1ste ronde: W van NED Adelaar 2de ronde: W van ZIM de Wet kwartfinale: W van BUL Zapryanov halve finale: V van GDR Lorenz bronzen finale: W van MGL Tsend-Ayuush |

### Kanovaren
| Olympiër                                                    | Discipline    | Resultaat | Prestatie                                                                            |
| ----------------------------------------------------------- | ------------- | --------- | ------------------------------------------------------------------------------------ |
| William Reichenstein                                        | C-1 500m (m)  | 11e       | serie 2: 5de in 1.09,37 halve finale: 5de in 2.09,86                                 |
| William Reichenstein                                        | C-1 1000m (m) | 11e       | serie 1: 6de in 4.28,18 halve finale: 5de in 4.29,72                                 |
| Grayson Bourne                                              | K-1 500m (m)  | 12e       | serie 1: 6de in 1.51,80 herkansingen: 1ste in 1.47,39 halve finale 1: 4de in 1.48,34 |
| Douglas Parnham                                             | K-1 1000m (m) | 20e       | serie 3: 6de in 3.54,58 herkansingen: 6de in 4.06,96                                 |
| Christopher Ballard Neil Robson                             | K-2 500m (m)  | 15e       | serie 2: 7de in 1.40,33 herkansingen: 3de in 1.39,95 halve finale 2: 5de in 1.41,37  |
| Christopher Ballard Neil Robson                             | K-2 1000m (m) | 12e       | serie 2: 3de in 3.28,95 halve finale 3: 4de in 3.40,31                               |
| Stephen Brown Douglas Parnham Alain Williams Steven Hancock | K-4 1000m (m) | 10e       | serie 1: 7de in 3.10,18 halve finale: 4de in 3.13,41                                 |
|                                                             |               |           |                                                                                      |
| Lucy Perret                                                 | K-1 500m (v)  | 9e        | serie 1: 5de in 2.03,09 halve finale: 2de in 2.03,73 finale: 9de in 2.04,89          |
| Frances Wetherall Lesley Smither                            | K-2 500m (v)  | 8e        | serie 2: 5de in 1.53,25 halve finale: 3de in 1.53,12 finale: 8ste in 1.52,76         |

### Moderne vijfkamp
| Olympiër                                       | Discipline      | Resultaat | Prestatie    |
| ---------------------------------------------- | --------------- | --------- | ------------ |
| Nigel Clark                                    | individueel (m) | 33e       | 4809 punten  |
| Robert Nightingale                             | individueel (m) | 15e       | 5168 punten  |
| Peter Whiteside                                | individueel (m) | 21e       | 5085 punten  |
| Nigel Clark Robert Nightingale Peter Whiteside | team (m)        | 8e        | 15062 punten |

### Roeien
| Olympiër | Discipline      | Resultaat | Prestatie                                                                        |
| --- | --------------- | --------- | -------------------------------------------------------------------------------- |
| Hugh Matheson | skiff (m)       | 8e        | serie 1: 1ste in 7.53,22 halve finale 2: 4de in 7.23,15 finale B: 2de in 7.20,29 |
| Jim Clark Chris Baillieu | dubbel-twee (m) | 4e        | serie 2: 1ste in 6.59,67 finale: 4de in 6.31,13                                  |
| Charles Wiggin Malcolm Carmichael | twee-zonder (m) | Brons     | serie 2: 2de in 7.30,57 halve finale 1: 2de in 6.51,47 finale: 3de in 6.51,47    |
| James MacLeod Neil Christie David Webb                                                                                                 | twee-met (m)    | 9e        | serie 2: 4de in 7.42,39 herkansingen: 3de in 7.29,97 finale B: 3de in 7.23,18    |
| John Beattie Ian McNuff David Townsend Martin Cross                                                                                    | vier-zonder (m) | Brons     | serie 2: 4de in 6.42,73 herkansingen: 1ste in 6.12,71 finale: 3de in 6.16,58     |
| Lenny Robertson Gordon Rankine Colin Seymour John Roberts Alan Inns                                                                    | vier-met (m)    | 7e        | serie 2: 2de in 6.52,57 herkansingen: 3de in 6.33,25 finale B: 1ste in 6.27,11   |
| Duncan McDougall Allan Whitwell Henry Clay Chris Mahoney Andrew Justice John Pritchard Malcolm McGowan Richard Stanhope Colin Moynihan | acht (m)        | Zilver    | serie 1: 2de in 5.53,38 herkansingen: 2de in 5.49,35 finale: 2de in 5.51,92      |
| |                 |           |                                                                                  |
| Beryl Mitchell | skiff (v)       | 5e        | serie 2: 1ste in 4.05,72 halve finale 1: 2de in 3.45,88 finale: 5de in 3.49,71   |
| Sue Handscomb Astrid Ayling | dubbel-twee (v) | 7e        | serie 2: 2de in 3.39,27 herkansingen: 5de in 3.33,32                             |
| Pauline Janson Bridget Buckley Pauline Hart Jane Cross Sue Brown                                                                       | vier-met (v)    | 6e        | serie 2: 3de in 3.48,13 herkansingen: 4de in 3.35,85                             |
| Gill Hodges Joanna Toch Penny Sweet Lin Clark Elizabeth Paton Rosie Clugston Nicola Boyes Beverly Jones Pauline Wright                 | acht (v)        | 5e        | serie 1: 2de in 3.18,18 herkansingen: 3de in 3.15,77 finale: 5de in 3.13,85      |

### Schermen
| Olympiër                                                                           | Discipline      | Resultaat | Prestatie                                                                               |
| ---------------------------------------------------------------------------------- | --------------- | --------- | --------------------------------------------------------------------------------------- |
| John Llewellyn                                                                     | degen (m)       | 24e       | 1ste ronde groep 7: 3de met 3 overwinningen 2de ronde groep 1: 6de met 0 overwinningen  |
| Neal Mallett                                                                       | degen (m)       | 32e       | 1ste ronde groep 4: 5de met 1 overwinning                                               |
| Steven Paul                                                                        | degen (m)       | 14e       | 1ste ronde groep 5: 3de met 2 overwinningen 2de ronde groep 4: 4de met 3 overwinningen  |
| Steven Paul John Llewellyn Neal Mallett Rob Bruniges                               | degen team (m)  | 7e        | 1ste ronde groep 1: 2de met 0 overwinningen 2de ronde: V van Sovjet-Unie: 2-9           |
| Rob Bruniges                                                                       | floret (m)      | 19e       | 1ste ronde groep 2: 1ste met 3 overwinningen 2de ronde groep 1: 5de met 2 overwinningen |
| Pierre Harper                                                                      | floret (m)      | 13e       | 1ste ronde groep 6: 3de met 1 overwinning 2de ronde groep 2: 4de met 2 overwinningen    |
| John Llewellyn Steven Paul Rob Bruniges Pierre Harper                              | floret team (m) | 8e        | 1ste ronde groep 1: 3de met 0 overwinningen                                             |
| Mark Slade                                                                         | sabel (m)       | 24e       | 1ste ronde groep 2: 4de met 2 overwinningen 2de ronde groep 3: 6de met 0 overwinningen  |
|                                                                                    |                 |           |                                                                                         |
| Ann Brannon                                                                        | floret (v)      | 18e       | 1ste ronde groep 1: 4de met 1 overwinning 2de ronde groep 4: 5de met 2 overwinningen    |
| Linda Ann Martin                                                                   | floret (v)      | 31e       | 1ste ronde groep 5: 6de met 1 overwinning                                               |
| Susan Wrigglesworth                                                                | floret (v)      | 33e       | 1ste ronde groep 6: 6de met 1 overwinning                                               |
| Susan Wrigglesworth Ann Brannon Wendy Ager-Grant Linda Ann Martin Hilary Cawthorne | floret team (v) | 7e        | 1ste ronde groep 3: 3de met 1 overwinning                                               |

### Schoonspringen
| Olympiër          | Discipline    | Resultaat | Prestatie                                                      |
| ----------------- | ------------- | --------- | -------------------------------------------------------------- |
| Christopher Snode | 3m plank (m)  | 6e        | voorronde: 5de met 557,10 punten finale: 6de met 844,47 punten |
| Martyn Brown      | 10m toren (m) | 19e       | voorronde: 19de met 380,91 punten                              |
| Christopher Snode | 10m toren (m) | 9e        | voorronde: 9de met 468,21 punten                               |
|                   |               |           |                                                                |
| Alison Drake      | 3m plank (v)  | 20e       | voorronde: 20ste met 368,01 punten                             |
| Deborah Jay       | 3m plank (v)  | 22e       | voorronde: 22ste met 362,73 punten                             |
| Lindsey Fraser    | 10m toren (v) | 15e       | voorronde: 15de met 277,08 punten                              |
| Marion Saunders   | 10m toren (v) | 14e       | voorronde: 14de met 290,82 punten                              |

### Wielersport
| Olympiër                                            | Discipline                    | Resultaat | Prestatie |
| Baan                                                | Baan                          | Baan      | Baan |
| --------------------------------------------------- | ----------------------------- | --------- | --- |
| Terrence Tinsley                                    | sprint (m)                    | 11e       | serie 3: V van FRA Cahard herkansingen: W van ZIM Musa: 11,62 2de ronde: V van ITA Dazzan herkansingen: V van GUY Joseph |
| Terrence Tinsley                                    | tijdrit (m)                   | 9e        | 1.07,542 |
| Sean Yates                                          | individuele achtervolging (m) | 5e        | kwalificatie: 7de in 4.44,69 kwartfinale: V van DEN Orsted: 4.41,39                                                      |
| Tony Doyle Malcolm Elliott Glen Mitchell Sean Yates | ploegenachtervolging (m)      | 5e        | kwalificatie: 5de in 4.19,73 kwartfinale: V van Tsjecho-Slowakije: 4.23,45                                               |
| Weg                                                 |                               |           | |
| John Herety                                         | wegwedstrijd (m)              | 21e       | 4:57.38,9 |
| Neil Martin                                         | wegwedstrijd (m)              | 49e       | 5:08.55,9 |
| Joseph Waugh                                        | wegwedstrijd (m)              | DNF       | niet gefinisht |
| Jeff Williams                                       | wegwedstrijd (m)              | 47e       | 5:08.55,9 |
| Robert Downs Des Fretwell Steve Jones Joseph Waugh  | ploegentijdrit (m)            | 9e        | 2:07.30,6 |

### Worstelen
| Olympiër         | Discipline  | Resultaat   | Prestatie                                                             |
| Vrije stijl      | Vrije stijl | Vrije stijl | Vrije stijl                                                           |
| ---------------- | ----------- | ----------- | --------------------------------------------------------------------- |
| Mark Dunbar      | -52kg (m)   | 13e         | 1ste ronde: V van BUL Selimov 2de ronde: V van PRK Jang               |
| Amrik Singh Gill | -57kg (m)   | 13e         | 1ste ronde: V van POL Kończak 2de ronde: V van PRK Li                 |
| Brian Aspen      | -62kg (m)   | 7e          | 1ste ronde: V van VIE Tinh 2de ronde: vrij 3de ronde: V van ROU Şuteu |
| Fitzloyd Walker  | -74kg (m)   | 13e         | 1ste ronde: V van HUN Fehér 2de ronde: V van URS Pinigin              |
| Keith Peache     | -90kg (m)   | 13e         | 1ste ronde: V van CUB Gomez 2de ronde: V van ROU Ivanov               |
| Matthew Clempner | +100kg (m)  | 10e         | 1ste ronde: V van PER Zambrano 2de ronde: V van POL Sandurski         |

### Zwemmen
| Olympiër                                                  | Discipline            | Resultaat | Prestatie                                                                |
| --------------------------------------------------------- | --------------------- | --------- | ------------------------------------------------------------------------ |
| Martin Smith                                              | 100m vrije slag (m)   | 13e       | serie 5: 2de in 51,88 halve finale 1: 7de in 52,41                       |
| Mark Taylor                                               | 100m vrije slag (m)   | 18e       | serie 2: 3de in 52,65                                                    |
| Kevin Lee                                                 | 200m vrije slag (m)   | 26e       | serie 2: 5de in 1.55,63                                                  |
| Martin Smith                                              | 200m vrije slag (m)   | 15e       | serie 4: 4de in 1.54,17                                                  |
| Andrew Astbury                                            | 400m vrije slag (m)   | 17e       | serie 3: 4de in 4.00,30                                                  |
| Simon Gray                                                | 400m vrije slag (m)   | 11e       | serie 5: 4de in 3.57,60                                                  |
| Andrew Astbury                                            | 1500m vrije slag (m)  | 13e       | serie 3: 5de in 15.54,32                                                 |
| Simon Gray                                                | 1500m vrije slag (m)  | 11e       | serie 3: 3de in 15.43,17                                                 |
| Gary Abraham                                              | 100m rugslag (m)      | 8e        | serie 2: 2de in 58,79 halve finale 1: 3de in 57,90 finale: 8ste in 58,38 |
| Douglas Campbell                                          | 100m rugslag (m)      | 13e       | serie 3: 4de in 58,75 halve finale 2: 6de in 58,61                       |
| Paul Marshall                                             | 100m rugslag (m)      | 14e       | serie 4: 2de in 58,35 halve finale 1: 8ste in 58,82                      |
| Douglas Campbell                                          | 200m rugslag (m)      | 7e        | serie 1: 2de in 2.04,78 finale: 7de in 2.04,23                           |
| Jim Carter                                                | 200m rugslag (m)      | 21e       | serie 1: 5de in 2.09,95                                                  |
| Duncan Goodhew                                            | 200m schoolslag (m)   | 6e        | serie 3: 2de in 2.21,25 finale: 6de in 2.20,92                           |
| Gary Abraham                                              | 100m vlinderslag (m)  | 6e        | serie 3: 2de in 56,10 halve finale 2: 3de in 55,53 finale: 6de in 55,42  |
| Philip Hubble                                             | 100m vlinderslag (m)  | 12e       | serie 5: 3de in 56,30 halve finale 1: 6de in 56,51                       |
| David Lowe                                                | 100m vlinderslag (m)  | 9e        | serie 1: 3de in 56,22 halve finale 2: 5de in 55,81                       |
| Philip Hubble                                             | 200m vlinderslag (m)  | Zilver    | serie 4: 2de in 2.00,75 finale: 2de in 2.01,20                           |
| Peter Morris                                              | 200m vlinderslag (m)  | 4e        | serie 3: 1ste in 2.02,72 finale: 4de in 2.02,27                          |
| Steve Poulter                                             | 200m vlinderslag (m)  | 8e        | serie 4: 3de in 2.02,18 finale: 8ste in 2.02,93                          |
| Simon Gray                                                | 400m wisselslag (m)   | 9e        | serie 2: 3de in 4.29,43                                                  |
| Stephen Poulter                                           | 400m wisselslag (m)   | 17e       | serie 4: 4de in 4.35,21                                                  |
| Douglas Campbell Mark Taylor Kevin Lee Andrew Astbury     | 4x200m vrije slag (m) | 6e        | serie 1: 4de in 7.37,36 finale: 6de in 7.30,81                           |
| Paul Marshall Duncan Goodhew David Lowe Mark Taylor       | 4x100m wisselslag (m) | Brons     | serie 1: 1ste in 3.51,66 finale: 3de in 3.47,71                          |
|                                                           |                       |           |                                                                          |
| June Croft                                                | 100m vrije slag (v)   | 9e        | serie 3: 2de in 57,88                                                    |
| Jacquelene Willmott                                       | 100m vrije slag (v)   | 12e       | serie 1: 3de in 58,78                                                    |
| June Croft                                                | 200m vrije slag (v)   | 9e        | serie 3: 2de in 2.03,95 finale: 6de in 2.03,15                           |
| Jacquelene Willmott                                       | 200m vrije slag (v)   | 18e       | serie 3: 5de in 2.08,04                                                  |
| Sharron Davies                                            | 400m vrije slag (v)   | 11e       | serie 1: 4de in 4.19,99                                                  |
| Jacquelene Willmott                                       | 400m vrije slag (v)   | 15e       | serie 3: 5de in 4.22,32                                                  |
| Jacquelene Willmott                                       | 800m vrije slag (v)   | 10e       | serie 2: 5de in 8.50,51                                                  |
| Joy Beasley                                               | 100m rugslag (v)      | 20e       | serie 2: 5de in 1.06,84                                                  |
| Helen Jameson                                             | 100m rugslag (v)      | 17e       | serie 4: 6de in 1.05,56                                                  |
| Jane Admans                                               | 200m rugslag (v)      | 12e       | serie 1: 5de in 2.19,20                                                  |
| Helen Jameson                                             | 200m rugslag (v)      | 11e       | serie 2: 4de in 2.17,84                                                  |
| Suki Brownsdon                                            | 100m schoolslag (v)   | 6e        | serie 2: 3de in 1.12,83 finale: 6de in 1.12,11                           |
| Margaret Kelly                                            | 100m schoolslag (v)   | 4e        | serie 4: 3de in 1.12,38 finale: 4de in 1.11,48                           |
| Margaret Kelly                                            | 200m schoolslag (v)   | 12e       | serie 1: 3de in 2.37,67                                                  |
| Debbie Rudd                                               | 200m schoolslag (v)   | 11e       | serie 2: 3de in 2.36,32                                                  |
| Susan Cooper                                              | 100m vlinderslag (v)  | 9e        | serie 2: 2de in 1.02,95                                                  |
| Ann Osgerby                                               | 100m vlinderslag (v)  | 4e        | serie 4: 2de in 1.01,93 finale: 4de in 1.02,21                           |
| Janet Osgerby                                             | 100m vlinderslag (v)  | 8e        | serie 4: 3de in 1.02,84 finale: 8ste in 1.02,90                          |
| Ann Osgerby                                               | 200m vlinderslag (v)  | 6e        | serie 1: 3de in 2.15,17 finale: 6de in 2.14,83                           |
| Janet Osgerby                                             | 200m vlinderslag (v)  | 14e       | serie 2: 5de in 2.18,01                                                  |
| Sharron Davies                                            | 400m wisselslag (v)   | Zilver    | serie 1: 1ste in 4.52,38 finale: 2de in 4.46,83                          |
| Sarah Kerswell                                            | 400m wisselslag (v)   | 12e       | serie 4: 3de in 5.03,75                                                  |
| June Croft Kaye Lovatt Jacquelene Willmott Sharron Davies | 4x100m vrije slag (v) | 4e        | serie 1: 3de in 3.53,08 finale: 4de in 3.51,71                           |
| Helen Jameson Margaret Kelly Ann Osgerby June Croft       | 4x100m wisselslag (v) | Zilver    | serie 1: 1ste in 4.16,29 finale: 2de in 4.12,24                          |

Afghanistan · Algerije · Andorra · Angola · Australië · België · Benin · Birma · Botswana · Brazilië · Bulgarije · Colombia · Congo-Brazzaville · Costa Rica · Cuba · Cyprus · Denemarken · Dominicaanse Republiek · Duitse Democratische Republiek · Ecuador · Ethiopië · Finland · Frankrijk · Griekenland · Groot-Brittannië · Guatemala · Guinee · Guyana · Hongarije · Ierland · IJsland · India · Irak · Italië · Jamaica · Joegoslavië · Jordanië · Kameroen · Koeweit · Laos · Lesotho · Libanon · Liberia · Libië · Luxemburg · Madagaskar · Mali · Malta · Mexico · Mongolië · Mozambique · Nederland · Nepal · Nicaragua · Nieuw-Zeeland · Nigeria · Noord-Korea · Oeganda · Oostenrijk · Peru · Polen · Portugal · Puerto Rico · Roemenië · San Marino · Senegal · Seychellen · Sierra Leone · Sovjet-Unie · Spanje · Sri Lanka · Syrië · Tanzania · Trinidad en Tobago · Tsjecho-Slowakije · Venezuela · Vietnam · Zambia · Zimbabwe · Zweden · Zwitserland